# Gruit
Cerveja feita a partir de uma receita do 
século XIII que utiliza ervas do gruit.
Gruit é o nome que se dá a uma antiga mistura de ervas usadas para dar amargor e aroma à cerveja, que era popular antes do uso extensivo do lúpulo. Gruit ou Grut ale também pode referir-se à bebida produzida usando gruit.
Gruit era uma combinação de ervas, comumente incluindo samouco-do-brabante (Myrica gale), artemísia (Artemisia vulgaris), aquileia (Achillea millefolium), erva-de-são-joão (Glechoma hederacea), marroio (Marrubium vulgare), e urze (Calluna vulgaris). Cada produtor de gruit incluía ervas diferentes para produzir sabores únicos. Havia, ainda outras ervas que também eram adicionadas: bagas de zimbro, gengibre, sementes de cominho, anis, noz-moscada, canela, e até mesmo o lúpulo em proporções variáveis.
Algumas formas tradicionais de cerveja sem lúpulo sobreviveram, como a sahti na Finlândia.

## Contexto Histórico
Apesar das consabidas propriedades do lúpulo na produção de cerveja, durante a Idade Média, entre os séculos X e XV, os diferentes aromas e sabores da cerveja eram obtidos por meio do recurso ao gruit.
O uso exclusivo de gruit, no entanto, foi sendo gradualmente eliminado em favor do uso do lúpulo em toda a Europa entre o século XI (no sul e no leste do Sacro Império Romano) e final do século XVI (na Grã-Bretanha). No século XVI  na Grã-Bretanha, já era feita uma distinção entre "ale", que era sem lúpulo, e "cerveja", trazida por mercadores holandeses, que era lupulada.

## Uso Moderno
O movimento cervejeiro da década de 1990 nos EUA e na Europa viu um interesse renovado em cervejas sem lúpulo e vários cervejeiros tentaram reviver cervejas fabricadas com gruit. Exemplos comerciais incluem "Fraoch" (usando flores de urze, samouco-do-brabante e gengibre) e "Alba" (usando galhos de pinheiros e abetos) dos Irmãos Williams na Escócia; "Myrica" (usando samouco-do-brabante) de O'Hanlons na Inglaterra; "Gageleer" (também usando samouco-do-brabante) de Proefbrouwerij na Bélgica; "Cervoise de Lancelot" na Bretanha (usando um gruit contendo flores de urze, especiarias e lúpulo); "Artemis" de Moonlight Brewing Company em Santa Rosa (Califórnia) (usando artemísia, bergamota selvagem e erva-cidreira); "Alasca Winter Ale" da Alasca Brewing Company, "Our Special Ale" da Anchor Brewing Company, "Spruce Tip Ale" da Haines Brewing Company (todas as empresas do Alasca, com exceção Anchor), utilizando picea; (cerveja de Espruce). Brasserie Dupont em Walllonia na Bélgica produz uma gruit (Cerevesia) para o The Archeosite D'Aubechies - um museu a céu aberto que interpreta a vida na Europa entre a era do ferro e a era romana. A receita é baseada em evidências arqueológicas. Nos Estados Unidos a cerveja é vendida com o nome de Posca Rustica.
|                |                          |                                        |
| Cerveja Jopen. | Cerveja com Myrica gale. | Schwarzbier (cerveja preta) com gruit. |